# Ромео Христов
Ромео Христов Христов е български археолог.

## Биография
Роден е в Мездра през 1964 г., в семейство на електротехник и секретарка. Запалва се по археологията, колекционирайки монети.
Учи археология в Софийския университет. През 1988 г. вижда малка теракотена главичка, изкопана от хълм в Мексико, в популярното съветско списание „Наука и жизнь“. Смята, че тя е доказателство, че европейците са пътували до Централна Америка преди испанското завоевание и иска да разгадае нейната тайна.
През 1990 г., с помощта на културния аташе на Бразилия, се записва за студент в Националното училище по антропология и история в Мексико Сити. За да се издържа, работи като строител, касиер, търговски служител, помощник-фотограф. В Мексико среща антрополога д-р Сантяго Хеновес. Заедно намират съхранената находка през 1993 г. и последвалите научни изследвания показват, че тя е от предколумбовия период на Америка.
От 2009 г. е сътрудник на професор Ричард T. Калахан от университета в Калгари, Канада, по интердисциплинарен проект, финансиран от музея „Кон Тики“, Осло, Норвегия.